# 倪孟賢
倪孟賢，江西省南昌府南昌縣人，明朝官員。
其擔任麗水知縣期間，民間有算卦者求富民陳公望，后不遂，之後誣陷陳公望等五十七人聚眾謀亂。朱元璋命錦衣衛千戶周原逮捕他們。知縣倪孟賢審查后，對幕僚下屬說：“朝廷命我管理該地，是爲了讓百姓安居樂業。現在有善良者被誣陷，這難道是朝廷的初衷？”之後上疏闡明陳公望的清白，后誣告者被論罪。